# 瑞云峰
瑞云峰系為宋徽宗花石綱中的艮岳遗石，原名小谢姑，后易名为瑞云峰。由石座和石身两部分组成，峰高5.30111米（连基座石）、宽3.25111米，石峰以“透”为亮点。

## 来历
由朱勔采掘于苏州太湖西山的谢姑山:16，因故未能北运，几经播迁:82。
自太湖启运时，中途沉船，石座沉入。残缺的石身几经辗转，至明代由湖州南浔官宦董汾购得。董家与苏州的徐泰時联姻时，以石身陪嫁，石身运输途中落入太湖。董家招人搜寻后，发现石座、石身。徐家将之置于半边街东园（今留园）。
康熙四十二年（1703年），苏州织造李煦将织造署西花园辟为康熙帝南巡行宫，瑞云峰移置西花园水池内:82。另一说为1780年乾隆帝第五次南巡，整修苏州织造署，从留园移来:16。
瑞云峰所在的蘇州織造署遺址即今江苏省苏州第十中学校园:84。